# Forcipator
Forcipator is een geslacht van kevers uit de familie van de loopkevers (Carabidae). De wetenschappelijke naam van het geslacht is voor het eerst geldig gepubliceerd in 1904 door Maindron.

## Soorten
Het geslacht Forcipator omvat de volgende soorten:
- Forcipator cylindricus (Dejean, 1825)
- Forcipator grandis (Perty, 1830)
- Forcipator putzeysi (Chaudoir, 1868)
- Forcipator sanctihilarii (Latreille, 1829)